# Англійські дисиденти

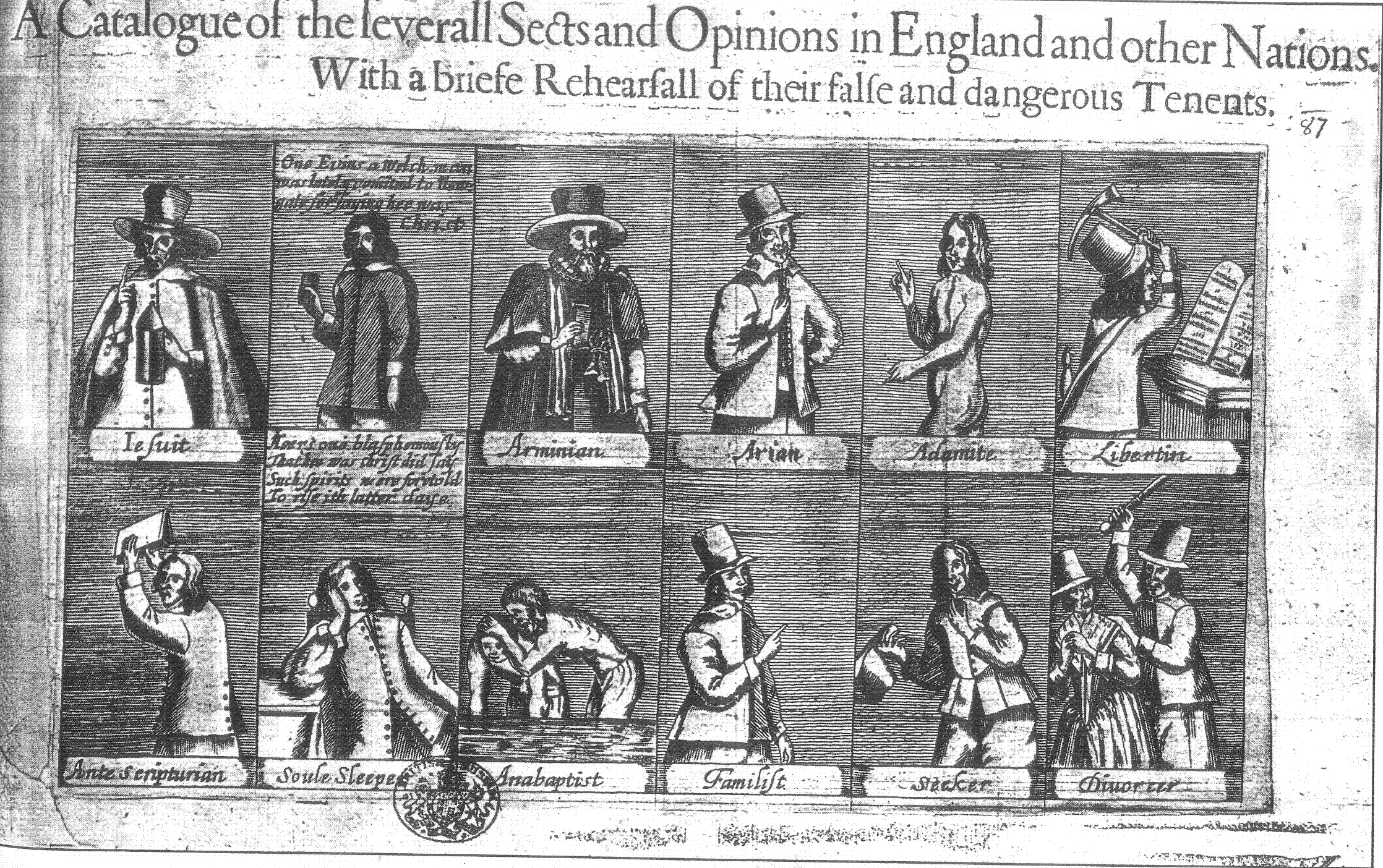
«Каталог кількох сект та думок в Англії та інших країнах: з коротким оглядом їхніх хибних та небезпечних поглядів», пропагандистський листок, що засуджував англійських інакодумців з 1647 року.

Англійські дисиденти або англійські сепаратисти — це протестанти, які відокремилися від англіканської церкви у 17 та 18 століттях.  Англійські дисиденти виступали проти втручання держави в релігійні справи та засновували власні церкви, навчальні заклади  та громади. Вони схильні були вважати стабільну церкву занадто католицькою, але не дійшли згоди щодо того, що з цим слід робити.
Деякі дисиденти емігрували до Нового Світу, особливо до Тринадцяти колоній та Канади. Брауністи заснували Плімутську колонію. Англійські дисиденти відіграли ключову роль у релігійному розвитку Сполучених Штатів і значно урізноманітнили релігійний ландшафт. Спочатку вони агітували за широкомасштабну протестантську Реформацію встановленої англіканської церкви та процвітали під час протекторату за правління Олівера Кромвеля .
Король Яків I сказав: «Немає єпископа - немає короля», підкреслюючи роль духовенства в обґрунтуванні королівської легітимності. Кромвель скористався цією фразою, скасувавши обидва інститути після заснування Сполученого Королівства Англії. Після відновлення монархії в 1660 році єпископат було відновлено, а права «незгодних» обмежено: Акт про уніфікацію 1662 року вимагав англіканського рукоположення для всього духовенства, і багато хто натомість вийшов з державної церкви. Ці служителі та їхні послідовники стали відомі як нонконформісти, хоча спочатку цей термін означав відмову від використання певних облачень і церемоній Англіканської церкви, а не відокремлення від неї.
Певні конфесії англійських дисидентів здобули популярність у всьому світі, включаючи баптистів, методистів, Плімутських братів, конгрегаціоналістів, квакерів та інших.

## Організовані групи дисидентів (17 століття)

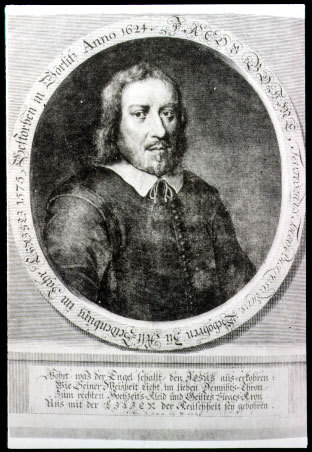
Ідеалізований портрет Беме з «Теософії Одкровення» (1730)

Існувала під час англійського Міжцарів'я (1649-1660):

### Анабаптисти
Анабаптист (буквально "знову хрещений") - термін, яким називали тих християн Реформації, які відкинули ідею хрещення немовлят на користь хрещення віруючих. Під час Міжцарів'я баптисти та інші дисиденти поглинули британських анабаптистів. Незважаючи на це, є дані, що свідчать про те, що ранні відносини між баптистами та анабаптистами були напруженими. У 1624 році п'ять баптистських церков Лондона видали анафему проти анабаптистів. Навіть сьогодні діалог між анабаптистськими організаціями (такими як Всесвітня менонітська конференція) та баптистами все ще є дуже обмеженим.

### Баптисти
Баптистський історик Брюс Гурлі описує чотири основні погляди на походження баптистів:
Сучасний науковий консенсус про те, що рух бере свій початок у 17 столітті через англійських сепаратистів.
Точка зору, згідно з якою баптизм є наслідком анабаптистського руху за хрещення віруючих, що розпочався в 1525 році на європейському континенті.
Погляд вічності, який передбачає, що баптистська віра і практика існують з часів Христа.
Погляд спадкоємності, або "баптистський сукцесіонізм", який стверджує, що баптистські церкви насправді існували безперервним ланцюгом з часів Христа.

### Барроуїсти
Генрі Барроу відстоював право і обов'язок церкви проводити необхідні реформи, не чекаючи дозволу цивільної влади, а також виступав за незалежність конгрегацій. Він вважав весь встановлений церковний порядок забрудненим пережитками римського католицизму і наполягав на розділенні як необхідному для чистого богослужіння і дисципліни.

### Беміністи
Ідеалізований портрет Бьоме з «Theosophia Revelata» (1730)
Релігійний рух бехменістів розпочався в континентальній Європі і запозичив свої ідеї з праць Якоба Бьоме (Behmen - одна з адаптацій його імені, що використовується в Англії), німецького містика і теолога, який стверджував про божественне одкровення. У 1640-х роках його праці з'явилися в Англії, і з'явилися англійські бехменісти. Зрештою, деякі з них злилися з тогочасними квакерами.
Праці Бьоме насамперед стосувалися природи гріха, зла і спокути. Відповідно до лютеранського богослов'я, Бьоме вважав, що людство впало зі стану божественної благодаті в стан гріха і страждання, що сили зла включають занепалих ангелів, які повстали проти Бога, і, відповідно, що мета Бога - відновити світ до стану благодаті. Однак у деяких аспектах бехміністська віра суттєво відрізнялася від традиційної лютеранської віри. Наприклад, Беме відкидав концепції sola fide і sola gratia.

### Брауністи
До 1580 року Роберт Браун став лідером руху за конгрегаційну форму організації Англіканської церкви і спробував заснувати окрему конгрегаційну церкву в Норвічі, графство Норфолк, Англія. Він був заарештований, але звільнений за порадою Вільяма Сесіла, свого родича. У 1581 році Браун і його супутники переїхали до Мідделбурга в Нідерландах. Він повернувся до Англії в 1585 році і приєднався до Англіканської церкви, працюючи шкільним вчителем і парафіяльним священиком.

### Діггери
Діггери - англійська група протестантських аграрних комуністів, заснована Джеррардом Вінстенлі під назвою «Істинні зрівнювачі» в 1649 році, які стали відомі як «діггери» завдяки своїй діяльності. Їхня оригінальна назва походить від їхньої віри в економічну рівність, заснованої на конкретному уривку з Книги Діянь Апостолів. Діггери намагалися (шляхом "зрівнялівки" нерухомості) реформувати існуючий суспільний лад з аграрним способом життя, заснованим на їхніх ідеях створення невеликих егалітарних сільських громад. Вони були однією з кількох нонконформістських інакомислячих груп, що з'явилися приблизно в цей час.

### Ентузіасти
Кілька протестантських сект 16-17 століть називали себе ентузіастами. У роки, що настали одразу після Славної Революції, "ентузіазм" був британським зневажливим терміном, що означав публічне відстоювання будь-якої політичної чи релігійної справи. Такий "ентузіазм" вважався причиною Громадянської війни в Англії та пов'язаних з нею звірств, а отже, нагадувати іншим про війну, проявляючи ентузіазм, було суспільним гріхом. У 18 столітті популярних методистів, таких як Джон Веслі та Джордж Вайтфілд, звинувачували у сліпому ентузіазмі (тобто фанатизмі), від якого вони захищалися, розрізняючи фанатизм від "релігії серця"[12].

### Фамілісти
Familia Caritatis ("Сім'я любові", або "фамілісти") - релігійна секта, що виникла в континентальній Європі в 16 столітті. Члени цієї релігійної групи були відданими послідовниками голландського містика Гендріка Ніклаеса. Фамілісти вірили, що Ніклас був єдиною людиною, яка дійсно знала, як досягти стану досконалості, і його тексти приваблювали послідовників у Німеччині, Франції та Англії.
Фамілісти були потайливими і насторожено ставилися до сторонніх. Наприклад, вони бажали смерті тим, хто не належав до Родини Любові, а повторний шлюб після смерті одного з подружжя міг відбутися лише між чоловіком і жінкою з тієї ж фамілістської громади. Крім того, вони не обговорювали свої ідеї та думки зі сторонніми і намагалися залишатися непоміченими для звичайних членів суспільства: вони прагнули бути членами усталеної церкви, щоб не викликати підозр, і виявляли повагу до авторитетів.
В Англії 16 століття група вважалася єретичною. Серед їхніх переконань були такі: що існував час до Адама і Єви; що рай і пекло були присутні на Землі; і що всіма речами керує природа, а не Бог. Фамілісти продовжували існувати до середини 17 століття, коли вони були поглинуті рухом квакерів.

### П'яті монархісти
П'яті монархісти або Люди п'ятої монархії були нонконформістами, які діяли з 1649 по 1661 рік під час Міжцарів'я. Вони отримали свою назву від пророцтва в Книзі Даниїла про те, що чотири стародавні монархії (Вавилонська, Перська, Македонська і Римська) передуватимуть Другому пришестю Христа. Вони також посилалися на 1666 рік і його зв'язок з біблійним Числом Звіра, що вказує на кінець земного правління плотських людських істот.

### Ґріндлтоніанці
У проповіді, виголошеній у церкві Святого Павла 11 лютого 1627 року і опублікованій під назвою "Білий вовк" у 1627 році, Стівен Денісон, служитель церкви Святої Катерини Крі в Лондоні, звинуватив "гріндлтоніанських фамілістів" у тому, що вони дотримуються дев'яти пунктів антиномічної тенденції. Ці дев'ять пунктів повторили Денісона Ефраїм Пагіт у 1645 р. та Александр Росс у 1655 р. У 1635 р. Джон Вебстер, куратор у Кілдвіку в Північному Йоркширі, був звинувачений церковним судом у приналежності до ґріндлтоніан,.

### Левелери
Левелери були політичним рухом під час Громадянської війни в Англії, який наголошував на народному суверенітеті, розширеному виборчому праві, рівності перед законом і релігійній толерантності. Левелери, як правило, дотримувалися поняття "природних прав", які були порушені королівською стороною в громадянських війнах. На дебатах у Путні в 1647 році полковник Томас Рейнсборо захищав природні права як такі, що випливають із Закону Божого, викладеного в Біблії.

### Методисти
Методизм виник як рух, започаткований англіканським священиком Джоном Веслі, який навчав про дві дії благодаті - (1) нове народження і (2) повне освячення. У першій дії благодаті люди каються у своїх гріхах і приймають Ісуса як свого Спасителя, здійснюючи акти виправдання, відродження та усиновлення. Під час другої дії благодаті, яка, за словами Веслі, може бути дарована миттєво, віруюча людина стає досконалою в любові, первородний гріх викорінюється, і вона отримує силу служити Богові з неподільним серцем. Веслі вчив, що ті, хто отримує нове народження, не грішать навмисно. Крім того, він навчав, що друге благословення - повне освячення - "здійснюється миттєво, хоча до нього можна наближатися повільними і поступовими кроками". Зростання в благодаті відбувається після Нового народження, а також після повного освячення. Ранні методисти були відомі ретельним способом життя, включаючи носіння простого одягу, піст по п'ятницях, благочестиве дотримання Дня Господнього і утримання від алкоголю.

### Магглтоніанці
Магглтоніанці, названі на честь Лодовика Магглтона, були невеликим протестантським християнським рухом, який розпочався в 1651 році, коли два лондонських кравці оголосили, що вони є останніми пророками, передбаченими в біблійній Книзі Об'явлення. Група виросла з рантерів і перебувала в опозиції до квакерів. Вірування маглетоністів включають ворожість до філософського розуму, біблійне розуміння того, як працює всесвіт, і віру в те, що Бог з'явився безпосередньо на Землі як Христос Ісус. Звідси випливає віра в те, що Бог не звертає уваги на повсякденні події на Землі і, як правило, не втручається доти, доки не настане кінець світу.
Маглтоніанці уникали будь-яких форм поклоніння чи проповіді і в минулому зустрічалися лише для дискусій та спілкування між членами руху. Рух був егалітарним, аполітичним і пацифістським, і рішуче уникав євангелізації. Члени руху здобули певну суспільну славу, проклинаючи тих, хто зневажав їхню віру.

### Пуритани
Пуритани були значною групою англійських протестантів у 16-17 століттях. Пуританізм у цьому сенсі був заснований деякими маріанськими вигнанцями з духовенства незабаром після сходження на престол королеви Єлизавети I в 1558 році, як активістський рух всередині Англіканської Церкви. Термін "пуританин" часто вживається неправильно, виходячи з припущення, що гедонізм і пуританізм є антонімами:історично це слово використовувалося для характеристики протестантської групи як екстремістів, подібних до катарів у Франції, і, згідно з Томасом Фуллером у його "Церковній історії", датується 1564 роком. Архиєпископ Метью Паркер використовував слова "пуританин" і "прецизіанин" у значенні "прихильник", тому Т. Д. Бозман використовує термін "прецизіанець" стосовно історичних груп Англії та Нової Англії.

### Філадельфійці
Філадельфійці, або Філадельфійське товариство, були протестантською релігійною групою 17-го століття в Англії. Вони були організовані навколо Джона Пордейджа, англіканського священика з Бредфілда, Беркшир, який був вигнаний зі своєї парафії в 1655 році через різні погляди, але потім відновлений в 1660 році під час англійської Реставрації. Пордейджа приваблювали ідеї Якоба Бьоме.

### Квакери
Квакери виникли як слабко згуртована група проповідників. Журнал Джорджа Фокса приписує назву "квакер" судді 1650 року, який назвав їх квакерами "тому що я наказав їм тремтіти перед Господом". Джордж Фокс, якого часто вважають батьком квакеризму, вчив, що, крім самого Христа, немає "нікого на землі", хто міг би вилікувати невіру і гріховність. Внутрішній досвід Христа, підтверджений Біблією, став основою Релігійного товариства друзів. Для квакерського послання характерні наступні риси
1) внутрішнє відкриття Божої сили;
2) усвідомлення того, наскільки гріховним було життя віруючої людини, наскільки вона відстала від Бога
3) можливість покаятися і прийняти нове життя;
4) досвід відродження;
5) поштовх до спілкування з іншими, хто пережив цей досвід;
6) місія для тих, хто ще не мав цього досвіду.
Крім того, Фокс викладав вчення про досконалість - "духовну близькість з Богом і Христом, що тягне за собою здатність протистояти гріху і спокусам". Квакери зазвичай практикують незапрограмоване поклоніння, коли громада чекає в тиші на натхнення від Святого Духа, перш ніж щось робити, дозволяючи структурі зборів розвиватися самостійно, подібно до шукачів. 

### Плімутські брати
Плімутські брати виникли в Дубліні в 1827 році.

### Рантери
Рантери - секта часів Речі Посполитої, яку офіційна церква того періоду вважала єретичною. Їх центральною ідеєю була пантеїстична ідея, що Бог по суті є в кожному створінні; це привело їх до заперечення авторитету церкви, Святого Письма, поточного служіння і богослужінь, натомість вони закликали людей слухати Ісуса всередині себе.
Багато рантерів, здається, відкинули віру в безсмертя і в особистого Бога, і багато в чому вони нагадують Братів Вільного Духу в 14 столітті.  Рантери відродили аморалістичні переконання Братів Вільного Духу і наслідували ідеали Братів, які "підкреслювали бажання перевершити людський стан і стати богоподібними". Наслідуючи Братів Вільного Духу, рантери прийняли антиномізм і вірили, що християни звільнені благодаттю від необхідності підкорятися Закону Мойсея. Оскільки вони вірили, що Бог присутній у всіх живих створіннях, прихильність рантерів до антиномізму дозволяла їм відкидати саме поняття послуху, що робило їх великою загрозою для стабільності уряду.

### Саббатаріанці
Саббатаріанці були відомі в Англії з часів Єлизавети I. Доступ до Біблії англійською мовою дозволяв кожному, хто вмів читати англійською, вивчати Святе Письмо і ставити під сумнів церковні доктрини. У той час, як саббатаристи першого дня підтримували практики, які освячували День Господній (неділю), саббатаристи сьомого дня оскаржували те, що церковний день відпочинку припадає на неділю, а не на суботу. Деякі голландські анабаптисти прийняли саббатаріанство і, можливо, допомогли запровадити цю практику в Англії. В Англії саббатаріанство сьомого дня зазвичай асоціюється з Джоном Траском (1585-1636), Теофілом Браборном і Дороті Траском (бл. 1585-1645), яка також відіграла важливу роль у підтримці чисельності перших траскитських конгрегацій.
В тій чи іншій формі недільний суботник став нормативним поглядом в Англіканській Церкві. Відомо, що пуритани були прихильниками поглядів суботників першого дня, які міцно вкоренилися в їхній наступній Конгрегаціоналістській церкві, а також укорінилися в континентальних реформатських і пресвітеріанських церквах, які належать до реформатської традиції християнства. Крім того, моравські, методистські та квакерські деномінації викладають недільно-суботні погляди.

### Сикери
Сикери не були окремою релігією чи сектою, а натомість утворювали вільне релігійне товариство. Як і інші протестантські дисидентські групи, вони вважали Римо-католицьку церкву корумпованою, що згодом поширилося і на Англіканську церкву через їхню спільну спадщину.
Вони вважали всі церкви і деномінації помилковими і вірили, що тільки нова церква, заснована Христом після Його повернення, може володіти Його благодаттю і силою, щоб змінити їх зсередини. Їхнє очікування цієї події проявлялося в їхніх практиках. Наприклад, сикери проводили тихі зібрання на противагу більш запрограмованим релігійним службам і, як такі, не мали духовенства чи ієрархії. Під час таких зібрань вони мовчки чекали і говорили лише тоді, коли відчували, що Бог надихнув їх на це. Сикери заперечували ефективність зовнішніх форм релігії, таких як таїнства, водне хрещення і Святе Письмо як засіб спасіння. Багато з них згодом стали квакерами, переконані проповіддю Джорджа Фокса та інших ранніх Друзів.

### Социніани
Послідовники социніанства були унітаріями або нетринітаріями в богослов'ї і перебували під впливом польських братів. Социніани Англії 17 століття вплинули на розвиток англійських пресвітеріан, англійських унітаріїв та Ірландської пресвітеріанської церкви, що не підписується.

## 18 століття

### Раціональні розкольники
У 18 столітті одна група розкольників стала відома як "раціональні розкольники". Багато в чому вони були ближчими до англіканства свого часу, ніж інші секти розкольників, проте вони вважали, що державні релігії зазіхають на свободу совісті. Вони запекло виступали проти ієрархічної структури усталеної церкви та фінансових зв'язків між нею та урядом. Як і помірковані англікани, вони прагнули до освіченого служіння і впорядкованої церкви, але засновували свої погляди на Біблії і розумі, а не на апеляціях до традицій і авторитетів. Вони відкидали такі доктрини, як первородний гріх або Трійця, стверджуючи, що вони ірраціональні. Раціональні незгодні вважали, що християнство і віру можна розчленувати і оцінити за допомогою новоствореної наукової дисципліни, і що результатом цього стане сильніша віра в Бога.

### Сведенборгіанці
Традиція, що виникла наприкінці 18-го століття, - це Сведенборгіанська церква, яка продовжує існувати сьогодні в кількох гілках по всьому світу. Вона виникла в Лондоні в 1780 році. Почавшись як групи читання Емануеля Сведенборга, членами яких були переважно методисти, баптисти та англікани, деякі з ентузіастів шведського вчення розчарувалися в перспективах ґрунтовної богословської реформи в рамках своїх традицій. Вони покинули ці церкви і утворили Генеральну Конференцію Нового Єрусалиму, яку часто називають просто Новою Церквою. Інші навернені Сведенборгом, такі як англіканці Джон Клоус і Томас Гартлі, виступали за те, щоб залишатися в рамках існуючих традицій.
Сведенборг закликав не до створення нової організації, а до глибокої богословської реформи існуючих церков. Наприкінці свого життя він пережив рідкісне для Швеції розслідування єресі Шведською лютеранською консисторією. Він помер до його завершення, і консисторія відклала розслідування в довгий ящик, так і не прийнявши жодного рішення. Основна критика Сведенборгом ортодоксального богослов'я була зосереджена на триособовій конструкції Трійці, ідеї спасіння лише вірою та заступницькому спокутуванні. Він відродив алегоричну традицію читання Святого Письма, яке, на його думку, було складено у вигляді листування. Він вірив у теорію символічних значень у буквальному тексті, які можуть викликати внутрішній сенс, за допомогою якого людина може осягнути нове богослов'я.